# Municipio de Francis (Nebraska)
El municipio de Francis (en inglés: Francis Township) es un municipio ubicado en el condado de Holt en el estado estadounidense de Nebraska. En el año 2010 tenía una población de 33 habitantes y una densidad poblacional de 0,24 personas por km².

## Geografía
El municipio de Francis se encuentra ubicado en las coordenadas 42°17′54″N 99°4′8″O / 42.29833, -99.06889. Según la Oficina del Censo de los Estados Unidos, el municipio tiene una superficie total de 139.86 km², de la cual 139,29 km² corresponden a tierra firme y (0,4 %) 0,56 km² es agua.

## Demografía
Según el censo de 2010, había 33 personas residiendo en el municipio de Francis. La densidad de población era de 0,24 hab./km². De los 33 habitantes, el municipio de Francis estaba compuesto por el 100 % blancos. Del total de la población el 0 % eran hispanos o latinos de cualquier raza.